# Мар'янівка (Арбузинська селищна громада)
Мар'я́нівка — село в Україні, в Арбузинській селищній громаді Первомайського району Миколаївської області. Населення становить 515 осіб.
Село розташоване на річці Арбузинці у місці впадіння до неї потоку, що тече Осиковою балкою. Село межує з селом Новоселівка, яке розташоване нижче за течією Арбузинки.
У селі діє Мар'янівська загальноосвітня школа I—II ступенів.

## Історія
До заснування села на його місці у середині XIX сторіччя знаходилися два хутори — хут. Кулика та хут. Секера.
Мар'янівку було засновано після скасування кріпацтва у 1861 р. Після наділення селян землею залишалось багато вільної, не розданої землі, що залишилися за казною, ця земля одержала назву казенно-оброчної. Поблизу Арбузинки виявилось дві ділянки казенно-оброчної землі, другу з яких було названо Арбузинською казенно-оброчною статтею № 2. 
Пізніше, на ній було засновано села Мар'янівка та Полянка. Частину її роздали солдатам, які дослужували термін служби, але залишались жити тут, наділяли вже 5 десятин. Солдати утворили хутір Осикова Балка.
Мар'янівка згадується у виданні «Списка населенных мест Херсонской губернии»(рос.) 1896 р. як поселок Мар'янівка (Арбузинська казенно-оброчна стаття № 2, ділянки 1,2,3).
Окупація села німецько-нацистськими загарбниками відбулась на початку серпня 1941 року.
Під час окупації у селі окупантами було утворено Мар'янівську сільську управу, що діяла з серпня 1941 р. до березня 1944 р. Звільнення села від окупантів відбулося 21 березня 1944 р. зусиллями 51-го полку.

### Територіальна належність
За часи Російської Імперії Мар'янівка належала до Лисаветградського повіту Херсонської губернії.
У 1896 р. Мар'янівка належала до Костянтинівської волості Лисаветградського повіту Херсонської губернії.
У 1946 році Мар'янівка є центром Мар'янівської сільської ради Арбузинського району Миколаївської області.
У 1979 році Мар'янівка входить до складу Новоселівської сільської ради Арбузинського району Миколаївської області.

### Пам'ятки археології
Поблизу Мар'янівки археологами знайдено три групи курганів III тис. до н. е. — І тис. н. е.:
- Група № 1 (2 кургани) — 2 км на південний схід від села
- Група № 2 (3 кургани) — 3 км на південний схід від села
- Група № 3 (3 кургани) — 2 км на північний захід від села

### Мар'янівка на старих мапах

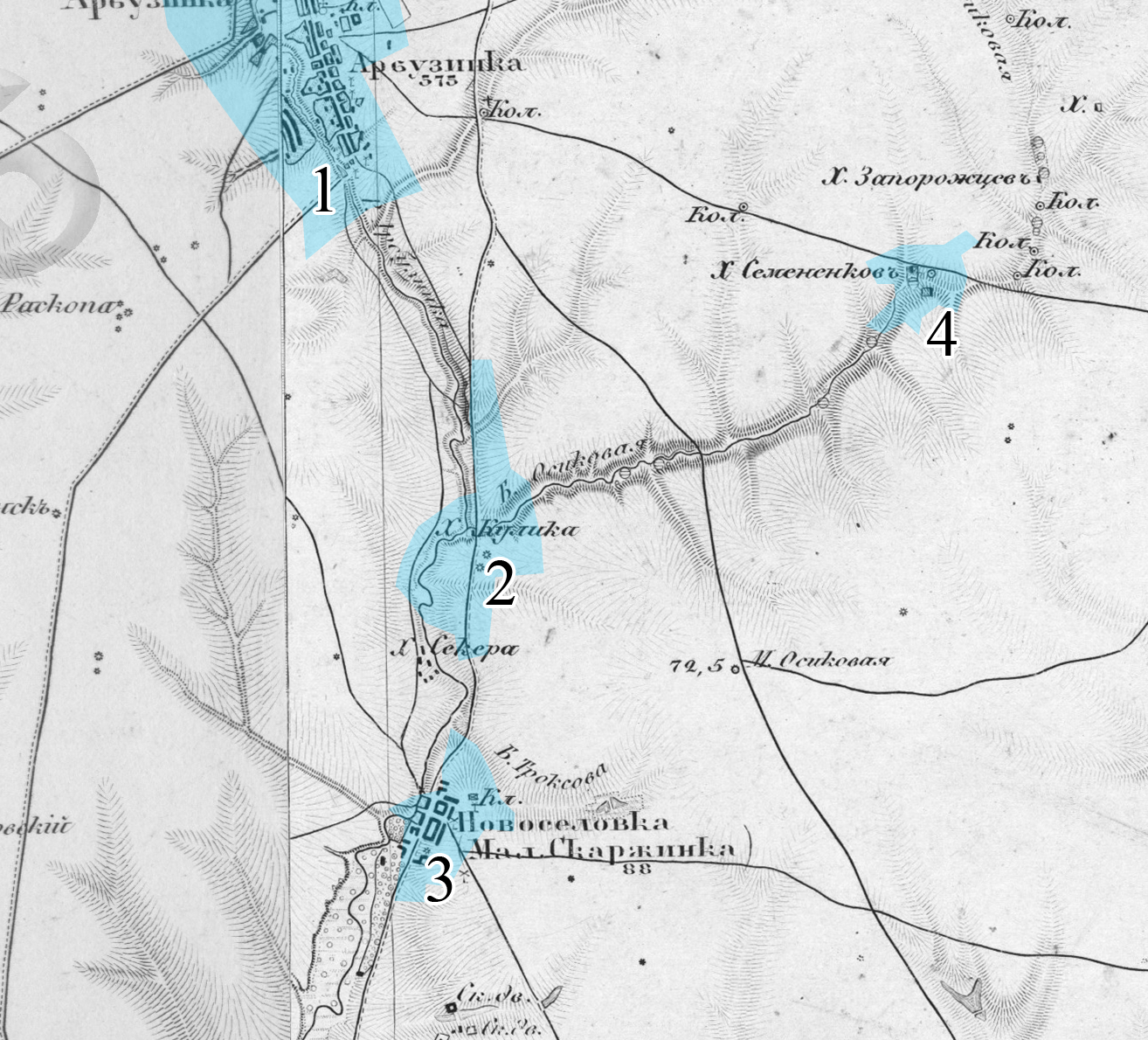
Околиці Мар'янівки на мапі 1860—1890 років. Блакитним кольором зазначено межі сучасних населених пунктів: 1-Арбузинка; 2-Мар'янівка; 3-Новоселівка; 4-Полянка